# Monte Stromlo

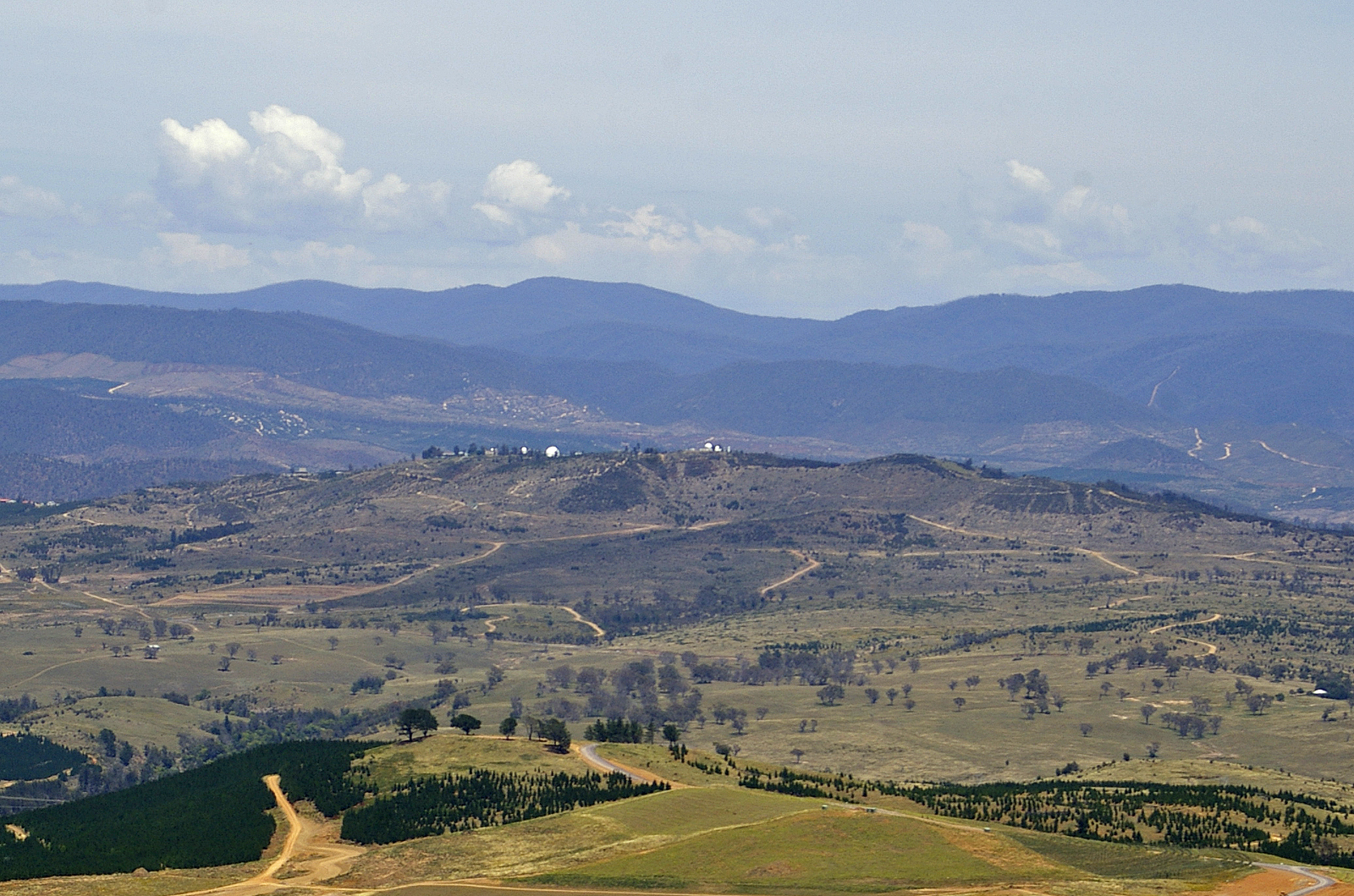
Mount Stromlo visto desde la torre Telstra.

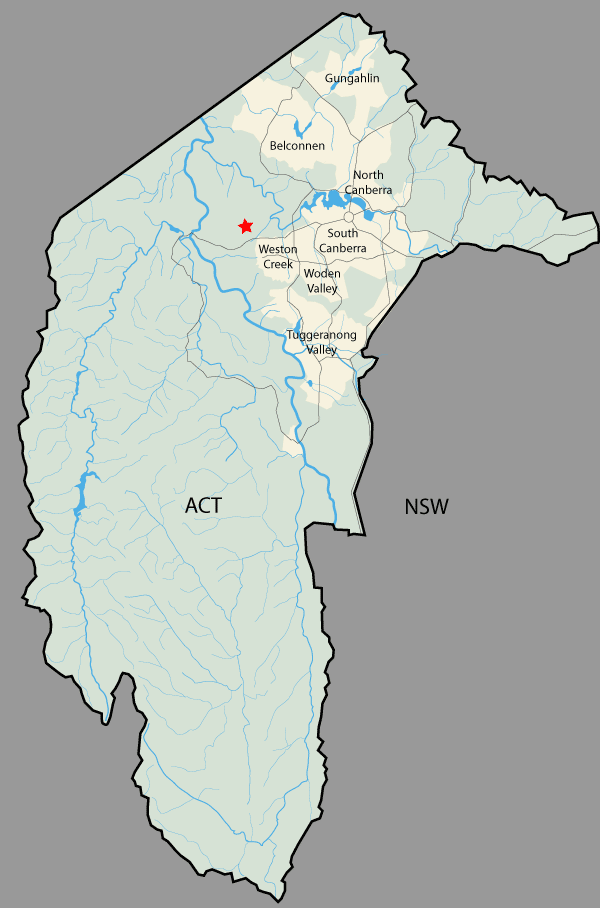
Ubicación del Monte Stromlo dentro del Territorio de la Capital Australiana.

El Monte Stromlo está situado a poca distancia al oeste del centro de Canberra, Australia, cerca del distrito de Weston Creek. Su pico posee una elevación de aproximadamente 770 metros.
Se destaca el Observatorio de Monte Stromlo (dirigido por la Universidad Nacional Australiana) y sobre el monte se encuentra el principal suministro de agua Canberra en la planta de tratamiento, suministrada por el área de influencia del río Cotter.
El nombre se deriva del Monte Strom, el nombre oficial anterior.

## Historia
El primer telescopio instalado en el Monte Stromlo fue el telescopio Oddie que fue instalado el 8 de septiembre de 1911. El edificio que alberga este telescopio fue la primera construcción fundada por la Mancomunidad de Canberra. En enero de 1913, el primer telescopio fue conectado a la central telefónica Queanbeyan.
El monte Stromlo estuvo devastado por los incendios del 2003 en Canberra. El fuego, alimentado por la plantación de pinos que cubrían la montaña, destruyeron o gravemente dañaron gran parte del observatorio y la planta de tratamiento de agua.
El acceso por carretera es a través de la Ruta Cotter en el lado sur, y el camino Uriarra en el este y norte. La cumbre se llega por una carretera que une al camino Cotter a las afueras de Duffy.

## Ciclismo de montaña
En el monte Stromlo se encuentra una de las mejores instalaciones y la más equipada en ciclismo de Australia. Antes de los devastadores incendios del 2003, el Monte Stromlo acogió algunas de las pistas de bicicleta de montaña más antiguas de Australia. En mayo del 2006, un extenso trabajo de recuperación y reconstrucción del sendero fue iniciado por World Trail, dirigida por Glenn Jacobs, en colaboración con el club de Canberra Off-Road Cyclist y el Gobierno ACT. El parque Stromlo Forest ahora incluye más de 35 kilómetros de pista de esquí de fondo único, varias zonas de ensayos observados y una pista de descenso.
El monte Stromlo fue seleccionado para recibir el Campeonato Mundial de Ciclismo de Montaña del 2009. El Campeonato se realizó a partir del 1 de septiembre hasta el 6, del 2009 y atrajo más de 30,000 visitantes de 40 países. En el evento participaron más de 750 personas que compitieron en las cuatro disciplinas de bicicleta de montaña de Cross Country, de Descenso, Four Cross y ensayos observados.
Además de las instalaciones de ciclismo de montaña, el Monte Stromlo también cuenta con un pabellón de eventos con un espacio para oficinas y salas de cambio, una zona de juegos para niños, barbacoas, un circuito de ciclismo en carretera, un camino preparado de hierba para pista de atletismo y senderos ecuestres.

## Geología
La piedra en el Monte Stromlo consiste de ignimbrita del volcánico Laidlaw. Este entró en erupción en el período Silúrico que es visible en la superficie de las laderas más bajas en los lados este y sureste. Las vertientes inferiores norte están cubiertas con una pizarra calcárea que está incluida en el volcánico Laidlaw y que fue depositado en el mismo tiempo. Este se corta en el lado noroeste por la falla de Winslade, a lo que se dirige hacia el norte este de Cook y Kaleen. En el otro lado (noroeste y norte) de estas fallas son de período Silúrico con depósitocs riodacita de los volcánicos Walker. La parte norte fue elevada en comparación con el lado sur.

## Forma del terreno
Sontey Creek y sus tributarios drenan el lado norte de la montaña, el lado oriental desemboca en el río Molonglo. El lado sur suministra en el arroyo Blugar que desemboca en el río Murrimbidgee.
La parte superior de la montaña donde se ubican los telescopios es alargada en dirección norte-sur con un espolón para el suroeste donde se encuentra la planta de tratamiento de agua.